# Corgatha dictaria
Corgatha dictaria là một loài bướm đêm trong họ Erebidae.